# Plaza del Ensanche
La plaza del Ensanche es una plaza ubicada en la villa de Bilbao. Se sitúa entre las calles Henao y Colón de Larreátegui.

## Edificio Ensanche

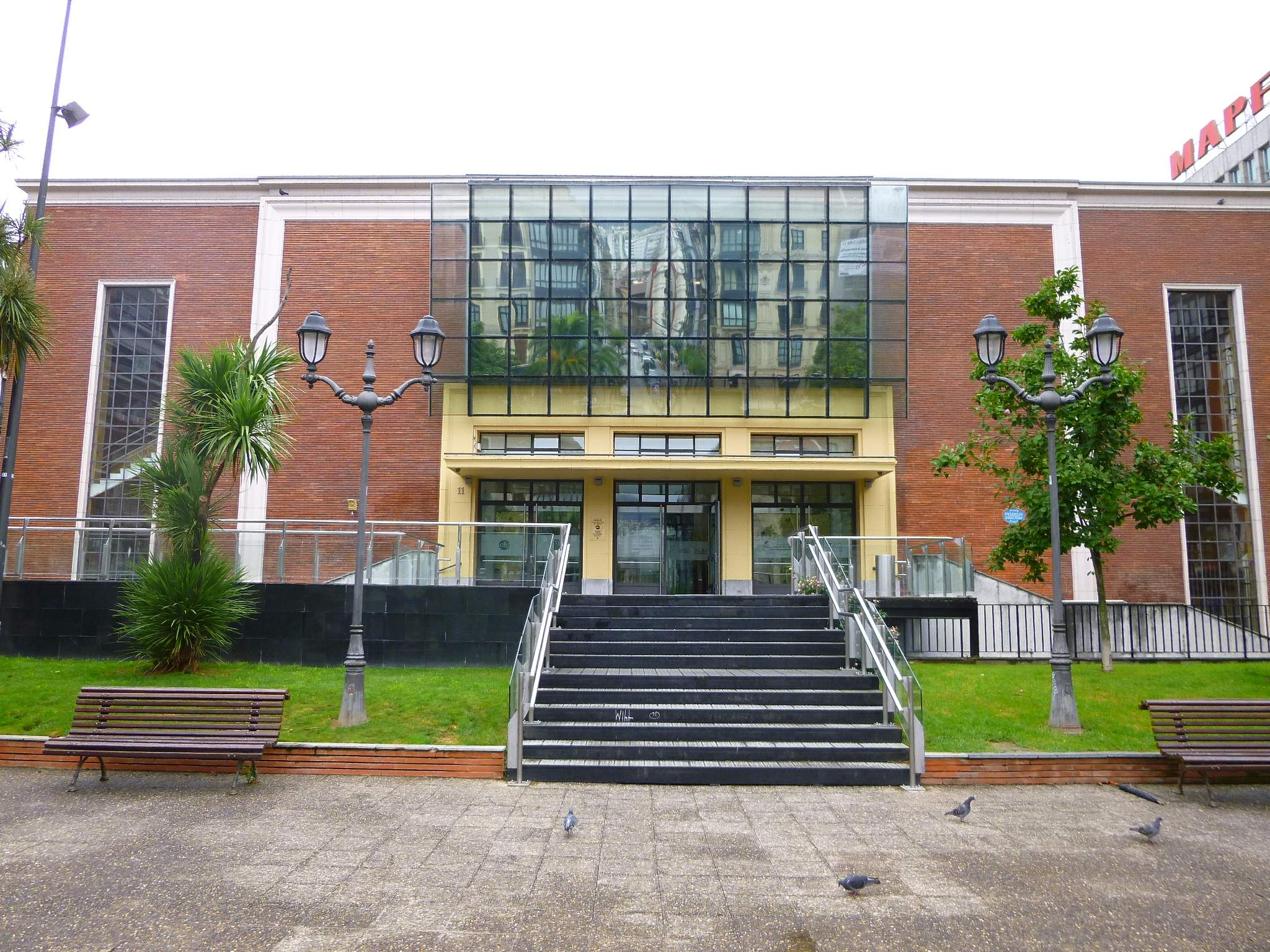
Edificio Ensanche

Resalta el Edificio Ensanche, construcción diseñada por el arquitecto Germán de Aguirre en 1944. Recientemente remodelado, acoge dependencias municipales, aunque este edificio no ha perdido su uso primigenio: el de mercado de abastos.
Además de un atrio central en el que se celebran todo tipo de eventos y exposiciones, acoge el Centro de Fotografía Contemporánea, Habic (cluster que agrupa a las principales empresas de la madera y mobiliario), EIDE (asociación profesional que integra a los diseñadores industriales, gráficos y de espacios de Euskadi y Navarra), el Periódico Bilbao y la Fundación Bilbao 700.

## Nuevo parking
A mediados de agosto de 2022, se informó de que el parking del Ensanche ganaría dos plantas y estaría coronado por un nuevo parque. Las obras a tal efecto arrancarían en el verano de 2023, durarían dos años y costarían 18 millones. La entrada y salida sería por las calles laterales, no por Colón de Larreátegui.
El 2 de agosto de 2023 se dio a conocer que el parking del Ensanche cerraría en enero para afrontar más de dos años de obras.
Finalmente, el 16 de enero de 2024 se indicó que la plaza del Ensanche ganaría una calle peatonal, nuevos espacios verdes y 200 aparcamientos subterráneos. Las obras para construir el nuevo parking arrancarían en abril y se prolongarían hasta otoño de 2026.

## Medios de transporte
- Estación de Moyua del metro de Bilbao salida Diputación.